# Franciscaines de Marie Immaculée de Joliet
Ne doit pas être confondu avec Franciscaines de Marie Immaculée.
Les Franciscaines de Marie Immaculée de Joliet sont une congrégation religieuse féminine enseignante de droit pontifical.

## Histoire
La congrégation est fondée en 1865 à Joliet (Illinois) par le père franciscain Pamphile de Magliano (en) (1824-1876). À l'origine les sœurs observent les constitutions des Franciscaines d'Allegany, mais en 1881, Patrick Feehan, archevêque de Chicago, approuve de nouvelles constitutions.
En 1878, un groupe de 22 religieuses dirigées par sœur Alfreda Moes quittent Joliet pour fonder une communauté à Rochester qui devient autonome sous le nom de Franciscaines de Notre Dame de Lourdes ; en 1901 un autre groupe de religieuses se sépare pour fonder les Franciscaines de Notre-Dame du Perpétuel Secours.
L'institut est agrégé à l'Ordre des frères mineurs le 8 août 1867 ; il obtient l'approbation de ses constitutions le 15 janvier 1901 et l'approbation définitive le 5 mai 1909.

## Activité et diffusion
Les sœurs se consacrent à l'enseignement.
Elles sont présentes aux États-Unis et au Brésil.
La maison-mère est à Joliet. 
En 2017, la congrégation comptait 155 sœurs dans 75 maisons.